# Ben Halloran
Ben Halloran (Cairns, 14 giugno 1992) è un calciatore australiano, centrocampista del Brisbane Roar.

## Carriera

### Club

#### Gold Coast United

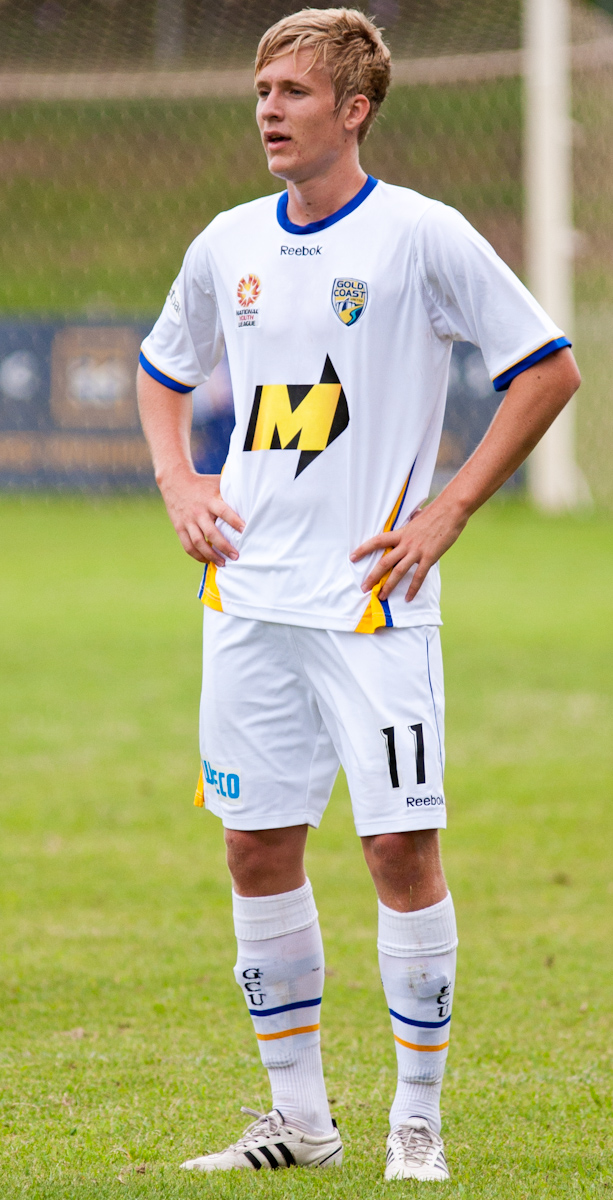
Halloran con la maglia del Gold Coast United nel gennaio 2010.

Cresciuto nelle giovanili del Gold Coast Utd, nella stagione 2010-2011 viene promosso in prima squadra debuttando il 29 agosto 2010 contro il Melbourne Victory. Tuttavia il resto della stagione non riesce ad imporsi il gerarchie del club totalizzando solo 5 presenze.
Al contrario, la stagione successiva, totalizza 21 presenze segnando 4 reti.

#### Brisbane Roar
Dopo il fallimento del Gold Coast United alla fine della stagione 2011-2012, viene annunciato il suo trasferimento al Brisbane Roar. Segna la prima rete con il nuovo club alla settima presenza contro il Sydney FC.

#### Esperienza in Germania: Fortuna Düsseldorf e Heidenheim

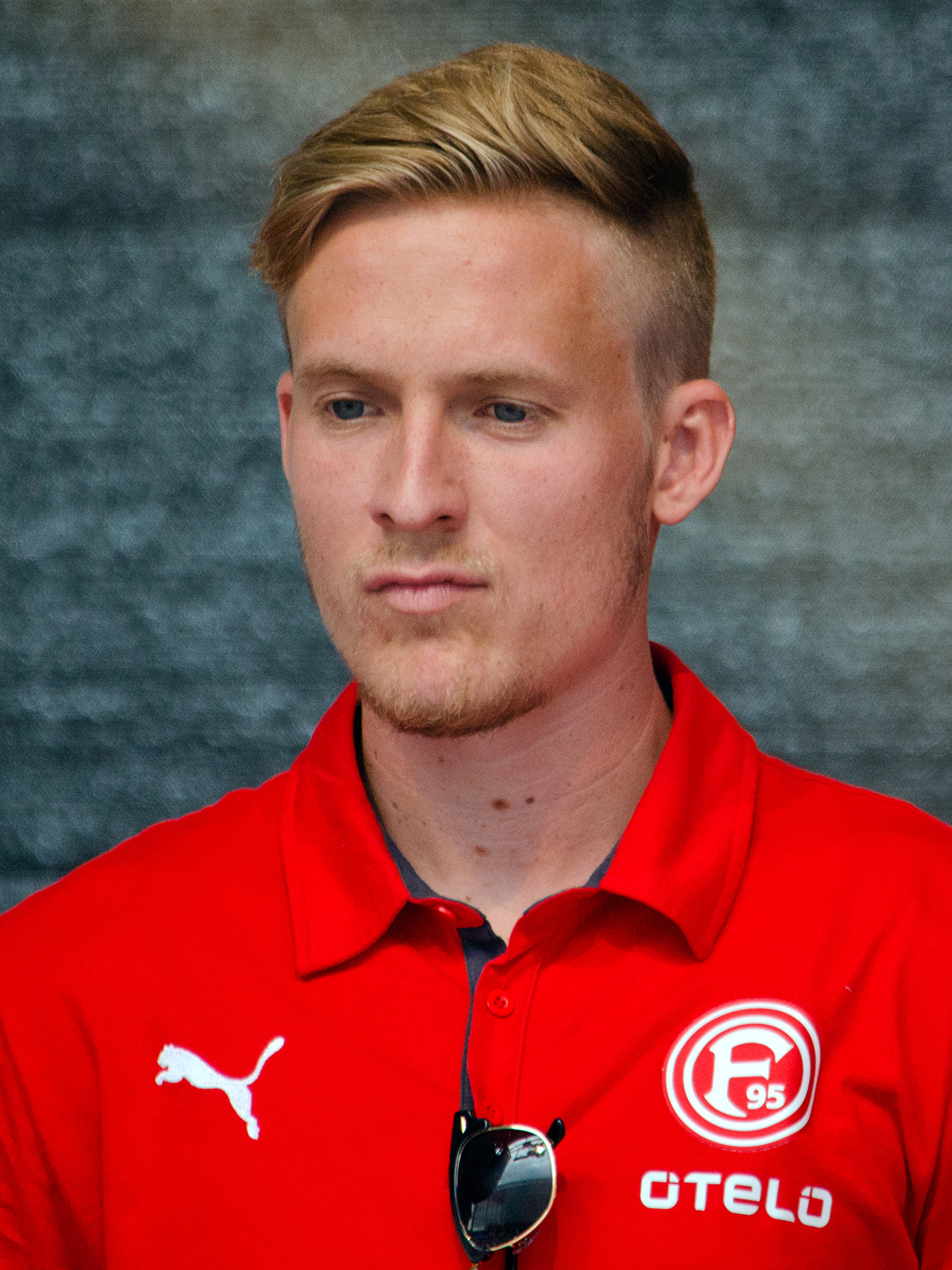
Halloran con il Düsseldorf nel 2014

Dopo una sola stagione a Brisbane, il 22 maggio 2013 si trasferisce al Fortuna Düsseldorf per 400 mila dollari. Debutta con il nuovo club il 7 ottobre seguente in occasione della gara contro il Greuther Fürth.
Il 23 giugno 2015 si trasferisce all'Heidenheim con cui firma un contratto triennale.

#### V-Varen Nagasaki
Nel gennaio 2018 si trasferisce al V-Varen Nagasaki.
Tuttavia il 3 luglio 2018 rescinde il proprio contratto a causa dello scarso impiego.

#### Adelaide United
Rimasto svincolato il 14 agosto 2018 fa ritorno in Australia dopo cinque anni accasandosi all'Adelaide Utd. Nella prima stagione totalizza 25 presenze e 3 reti tra cui una il 5 maggio 2019 in occasione della fase finale del campionato contro il Melbourne City che permette ai reds di passare in semifinale. La seconda stagione con i reds è quella più prolifica per Halloran che durante la stagione mette a segno 12 gol tra campionato e coppa e, il 4 marzo 2020, in virtù delle prestazioni rinnova il proprio contratto con il club fino al 2022.

#### Seoul
Il 10 gennaio 2020 viene annunciato il suo trasferimento al Seoul, con cui firma un contratto biennale.

### Nazionale
Ha giocato nella nazionale australiana Under-20.
Convocato in nazionale maggiore per la prima volta nel 2014, debutta con essa il 26 maggio dello stesso anno durante un'amichevole pareggiata 1-1 contro il Sudafrica. In seguito è stato anche convocato per il campionato del mondo 2014 in Brasile, in cui è sceso in campo in tutte e tre le partite disputate dai canguri.

## Statistiche

### Cronologia presenze e reti in nazionale
| Cronologia completa delle presenze e delle reti in nazionale ― Australia | Cronologia completa delle presenze e delle reti in nazionale ― Australia | Cronologia completa delle presenze e delle reti in nazionale ― Australia | Cronologia completa delle presenze e delle reti in nazionale ― Australia | Cronologia completa delle presenze e delle reti in nazionale ― Australia | Cronologia completa delle presenze e delle reti in nazionale ― Australia | Cronologia completa delle presenze e delle reti in nazionale ― Australia | Cronologia completa delle presenze e delle reti in nazionale ― Australia |
| Data                                                                     | Città                                                                    | In casa                                                                  | Risultato                                                                | Ospiti                                                                   | Competizione                                                             | Reti                                                                     | Note                                                                     |
| ------------------------------------------------------------------------ | ------------------------------------------------------------------------ | ------------------------------------------------------------------------ | ------------------------------------------------------------------------ | ------------------------------------------------------------------------ | ------------------------------------------------------------------------ | ------------------------------------------------------------------------ | ------------------------------------------------------------------------ |
| 26-5-2014                                                                | Sydney                                                                   | Australia                                                                | 1 – 1                                                                    | Sudafrica                                                                | Amichevole                                                               | -                                                                        | 62’                                                                      |
| 6-6-2014                                                                 | Salvador                                                                 | Croazia                                                                  | 1 – 0                                                                    | Australia                                                                | Amichevole                                                               | -                                                                        | 55’                                                                      |
| 13-6-2014                                                                | Cuiabá                                                                   | Cile                                                                     | 3 – 1                                                                    | Australia                                                                | Mondiali 2014 - 1º turno                                                 | -                                                                        | 69’                                                                      |
| 18-6-2014                                                                | Porto Alegre                                                             | Australia                                                                | 2 – 3                                                                    | Paesi Bassi                                                              | Mondiali 2014 - 1º turno                                                 | -                                                                        | 69’                                                                      |
| 23-6-2014                                                                | Curitiba                                                                 | Australia                                                                | 0 – 3                                                                    | Spagna                                                                   | Mondiali 2014 - 1º turno                                                 | -                                                                        | 46’                                                                      |
| 4-9-2014                                                                 | Liegi                                                                    | Belgio                                                                   | 2 – 0                                                                    | Australia                                                                | Amichevole                                                               | -                                                                        | 60’                                                                      |
| Totale                                                                   |                                                                          | Presenze                                                                 | 6                                                                        |                                                                          | Reti                                                                     | 0                                                                        |                                                                          |

## Palmarès

### Club

#### Competizioni nazionali
- FFA Cup: 2

Adelaide United: 2018, 2019